# 1919–1920-as NHL-szezon
Az 1919–1920-as NHL-szezon a harmadik National Hockey League szezon volt. Négy csapat játszott egyenként 24 mérkőzést. A Stanley-kupát az NHL-es Ottawa Senators nyerte a Pacific Coast Hockey Associationben játszó Seattle Metropolitans ellen 3-2-es összesítéssel.

## Alapszakasz
A Montréal Canadiens kezdte a szezont január 10-én az új Mount Royal Arena arénában és Newsy Lalonde hat gólt ütött a Toronto St. Patricks elleni mérkőzésen, amit 14–7-re nyertek meg. Joe Malone 1920. január 31-én hét gólt ütött a Québec Bulldogs színeiben, ami még ma is rekord. A mérkőzést 2–10-re nyerték. Március 10-én majdnem megint hetet ütött a 10–4-re megnyert mérkőzésen az Ottawa Senators ellen de csak hatig jutott. Miután a háborúnak vége lett és a játékosok hazajöttek nagyobb tömeg ment ki a meccsekre. 1920. február 21-én rekordnak számító 8500 ember volt kíváncsi az Ottawa–Toronto mérkőzésre. Március 3-án a Montréal Canadiens 16–3-ra verte a Québec Bulldogs-ot, ami még ma is rekordnak számít, mint a csapat, amelyik a legtöbb gólt ütötte egy mérkőzésen.

## Tabella
| A szezon első fele   | MSz | Gy | V  | D | P  | ÜG | KG |
| -------------------- | --- | -- | -- | - | -- | -- | -- |
| Ottawa Senators      | 12  | 9  | 3  | 0 | 18 | 59 | 23 |
| Montréal Canadiens   | 12  | 8  | 4  | 0 | 16 | 62 | 51 |
| Toronto St. Patricks | 12  | 5  | 7  | 0 | 10 | 52 | 62 |
| Québec Bulldogs      | 12  | 2  | 10 | 0 | 4  | 44 | 81 |

| A szezon második fele | MSz | Gy | V  | D | P  | ÜG | KG |
| --------------------- | --- | -- | -- | - | -- | -- | -- |
| Ottawa Senators       | 12  | 10 | 2  | 0 | 20 | 62 | 41 |
| Toronto St. Patricks  | 12  | 7  | 5  | 0 | 14 | 67 | 44 |
| Montréal Canadiens    | 12  | 5  | 7  | 0 | 10 | 67 | 62 |
| Québec Bulldogs       | 12  | 2  | 10 | 0 | 4  | 47 | 96 |

## Kanadai táblázat
| Játékos         | Csapat               | MSz | G  | A  | P  | B  |
| --------------- | -------------------- | --- | -- | -- | -- | -- |
| Joe Malone      | Québec Bulldogs      | 24  | 39 | 10 | 49 | 12 |
| Newsy Lalonde   | Montréal Canadiens   | 23  | 37 | 9  | 46 | 34 |
| Frank Nighbor   | Ottawa Senators      | 23  | 26 | 15 | 41 | 18 |
| Corbett Denneny | Toronto St. Patricks | 24  | 24 | 12 | 36 | 20 |
| Jack Darragh    | Ottawa Senators      | 23  | 22 | 14 | 36 | 22 |
| Reg Noble       | Toronto St. Patricks | 24  | 24 | 9  | 33 | 52 |
| Amos Arbour     | Montréal Canadiens   | 22  | 21 | 5  | 26 | 13 |
| Cully Wilson    | Toronto St. Patricks | 23  | 20 | 6  | 26 | 86 |
| Didier Pitre    | Montréal Canadiens   | 22  | 14 | 12 | 26 | 6  |
| Punch Broadbent | Ottawa Senators      | 21  | 19 | 6  | 25 | 40 |

## Legjobb kapusok
| Játékos         | Csapat                               | MSz | JI   | Gy | V  | D | KG  | SO | KGÁ  |
| --------------- | ------------------------------------ | --- | ---- | -- | -- | - | --- | -- | ---- |
| Clint Benedict  | Ottawa Senators                      | 24  | 1443 | 19 | 5  | 0 | 64  | 5  | 2.66 |
| Jake Forbes     | Toronto St. Patricks                 | 5   | 300  | 2  | 3  | 0 | 21  | 0  | 4.2  |
| Ivan Mitchell   | Toronto St. Patricks                 | 16  | 830  | 6  | 7  | 0 | 60  | 0  | 4.34 |
| Georges Vézina  | Montréal Canadiens                   | 24  | 1456 | 13 | 11 | 0 | 113 | 0  | 4.66 |
| Howard Lockhart | Toronto St. Patricks Québec Bulldogs | 8   | 370  | 4  | 3  | 0 | 36  | 0  | 5.84 |
| Frank Brophy    | Québec Bulldogs                      | 21  | 1249 | 3  | 18 | 0 | 148 | 0  | 7.11 |

## Stanley-kupa rájátszás

### Stanley-kupa
Seattle Metropolitans vs. Ottawa Senators
| Dátum       | Idegenben             | Eredmény | Otthon                | Eredmény | Megjegyzés            |
| ----------- | --------------------- | -------- | --------------------- | -------- | --------------------- |
| március 22. | Seattle Metropolitans | 2        | Ottawa Senators       | 3        |                       |
| március 24. | Seattle Metropolitans | 0        | Ottawa Senators       | 3        |                       |
| március 27. | Ottawa Senators       | 1        | Seattle Metropolitans | 3        |                       |
| március 30. | Ottawa Senators       | 2        | Seattle Metropolitans | 5        | Torontoban játszották |
| április 1.  | Seattle Metropolitans | 1        | Ottawa Senators       | 6        | Torontoban játszották |

Ottawa nyerte a Stanley-kupát 3–2-es összesítésben öt mérkőzésen

### A rájátszás legjobbja
| Játszás       | Csapat          | MSz | G | A | P |
| ------------- | --------------- | --- | - | - | - |
| Frank Nighbor | Ottawa Senators | 5   | 6 | 1 | 7 |
| Jack Darragh  | Ottawa Senators | 5   | 5 | 2 | 7 |

## Debütálók
- Babe Dye, Toronto St. Patricks